# Heinz Hartmann
Heinz Hartmann (Bécs, 1894. november 4. — Stony Point, New York, 1970. május 17.) osztrák pszichiáter, pszichoanalitikus, pszichológus volt, akit az én-pszichológia egyik fő képviselőjének és alapítójának tartanak.

## Életútja
Hartmann olyan családba született, amely arról volt ismert, hogy sok tagja író és akadémikus volt. Édesapja történelem professzor volt, édesanyja pedig zongoraművész és szobrász. Miután Hartmann befejezte a középiskolát, beiratkozott a Bécsi Egyetemre, ahol 1920-ban megszerezte az orvosi diplomáját. Érdekelték a freudi elméletek.
Karl Abraham halála megakadályozta Hartmannt, hogy elvégezze az analitikus kiképzést, amit vele „álmodott meg”, és ehelyett belefogott az első analízisbe Radó Sándorral. 1927-ben publikált a Grundlagen der Psychoanalyse (A Pszichoanalízis Alapjai) című folyóiratban, amit számos pszichózisról, neurózisról, és ikerkutatásokról, stb. szóló tanulmány követett. Ezen kívül közreműködött egy orvosi pszichológiai kézikönyv létrehozásában. Sigmund Freud kötetlen analízist ajánlott neki, ha Bécsben marad, éppen akkor, amikor a Johns Hopkins Intézetben kapott egy álláslehetőséget. Ő Freudot és az analízist választotta, majd a korabeli analitikusok közt ragyogó tehetségként könyvelték el, és Freud egyik kedvenc tanítványaként.
1937-ben a Bécsi Pszichológiai Társaságban bemutatott egy én-pszichológiáról szóló tanulmányt. A témát később bővíteni akarta, és amikor ezen dolgozott, munkáját lefordították francia nyelvre "La psychologie du Moi et le problème de l'adaptation", vagyis "Az én-pszichológia és az alkalmazkodás problémája" címen. Ehhez a munkához köthető az én-pszichológia, mint elméleti mozgalom fejlődése.
1938-ban családjával együtt elhagyta Ausztriát, hogy elmeneküljön a fasizmus elől. Párizson és Svájcon átutazva végül 1941-ben megérkezett New Yorkba, ahol hamarosan a New York-i Pszichoanalitikus Társaság legkiválóbb gondolkodóinak egyike lett. Csatlakozott Ernst Kris és Rudolph Loewenstein mellé, akikkel számos cikket írtak, és ők lettek az én-pszichológia triumvirátusa. 1945-ben Ernst Krisszel és Anna Freuddal közösen létrehozott egy évente megjelenő kiadványt, „Pszichoanalitikus tanulmány a gyermekről” címmel.

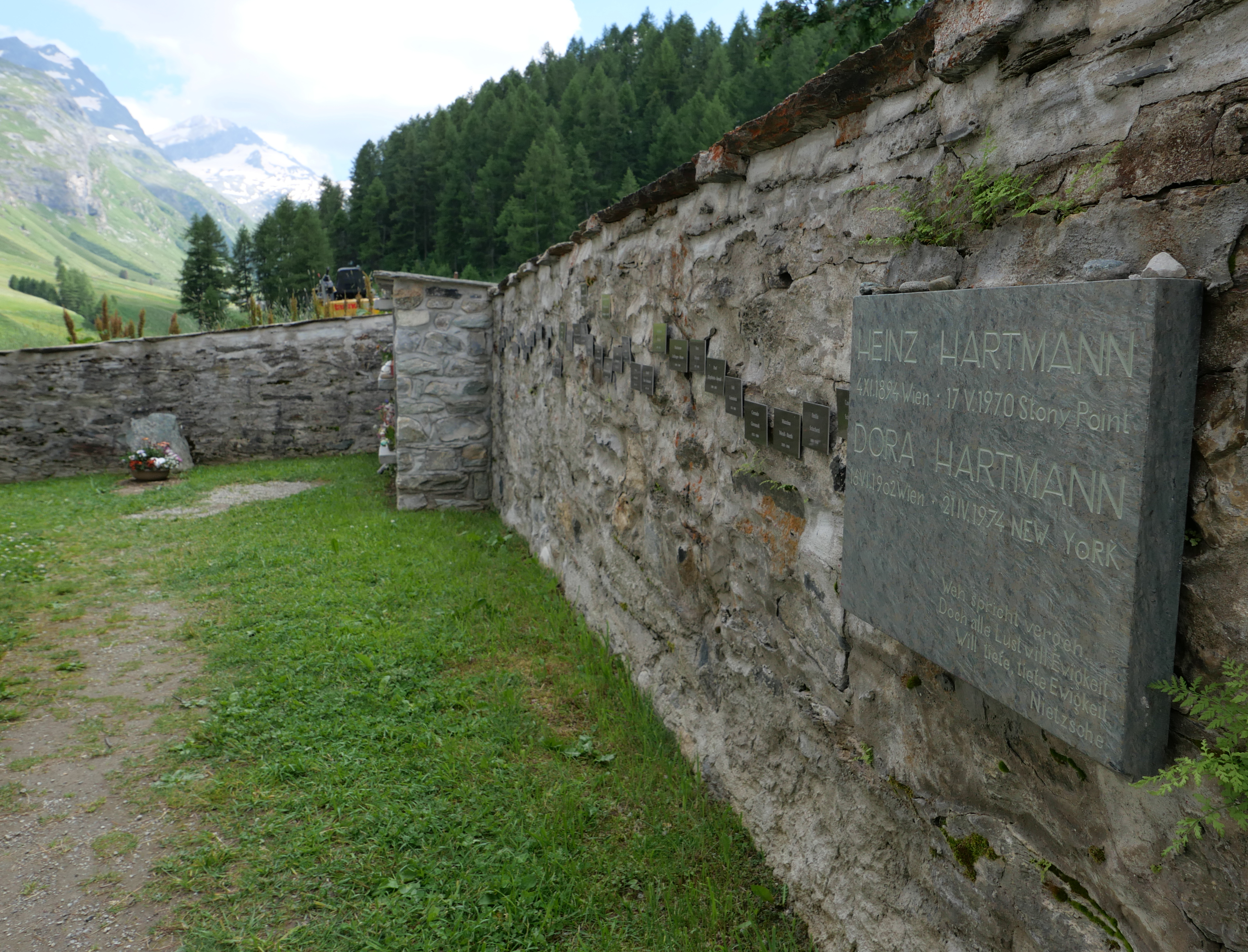
A sír 2024-ben.

Az 1950-es években Hartmann lett a Nemzetközi Pszichoanalitikus Társaság elnöke, és néhány évvel később megkapta az élethosszig tartó tiszteletbeli elnöki címet is.

Hartmann földi maradványait a 15. századi Fex-Crasta kápolna temetőjében temették el Val Fexben, amely Sils im Engadin/Segl település része, egy falu a svájci Graubünden kantonban. Felesége, Dorothea "Dora", született Karplus (1902-1974) - aki szintén amerikai-amerikai, osztrák születésű pszichoanalitikus volt - mellette találta meg végső nyughelyét. A sírkő idézetet tartalmaz Friedrich Nietzsche német filozófus "Így beszélt Zarathustra" című regényéből, aki az 1880-as években néhány nyarat a közeli Silsben töltött:
„Weh spricht vergeh / Doch alle Lust will Ewigkeit / Will tiefe, tiefe Ewigkeit“

[ "Jaj azt mondja, menj el / De minden öröm az örökkévalóságot akarja / Mély, mély örökkévalóságot akar"]

## Írásai és hatása
1922-ben jelent meg első cikke a deperszonalizációról. 1927-re Hartmann kiválóan képzett orvos, pszichiáter, és pszichológus lett, és a filozófia iránti érdeklődését is bővítette, valamint kiadta első könyvét „A pszichoanalízis alapjai” címmel, amely előrevetítette az én-pszichológiához való elméleti hozzájárulást, amire később hivatott volt.
1939-ben egy nagyon érdekes tanulmányban Hartmann megpróbálta megmutatni, hogy túlzott mértékben tanulmányozták a belső, lelki konfliktusokat az alkalmazkodás szempontjából. Rámutatott arra, hogy létezik konfliktusmentes terület is, amit újra és újra hangsúlyozni kellett az én-pszichológiában. Ugyanebben az évben a "Pszichoanalízis és az egészség koncepciója" című tanulmányban Hartmann nagyon látványos módon vitatta meg, hogy mennyire nehéz pontosan meghatározni a "normalitás" és az "egészség" fogalmát pszichoanalitikus szempontból.
Felmerült, hogy az én-pszichológia, mint pszichoanalitikus ágazat későbbi fejlődése a korábbi, az én adaptív funkcióiról szóló ösztönelmélethez képest változást mutatott az érdeklődésben, ami megkönnyítette a pszichoanalízis közeledését a pszichológia felé. Az én-pszichológia egészen a közelmúltig érvényesült az Amerikai Egyesült Államokban. Az amerikai pszichoanalitikusok már inkább a tárgykapcsolatok iránt mutatnak érdeklődést. A legutóbbi álláspont szerint, miközben Heinz Kohut elmélete szemben álló Hartmann én-pszichológiájával, mégis Hartmann libidó-elmélete alapján dolgozta ki szelf-pszichológia elméletét, és még mindig ott gyökerezik Hartmann drive-elméletében.
Jacques Lacan-t dühítette Hartmann én-pszichológiája, mert szerinte a pszichoanalízis megtagadása, és figyelemre méltó probléma a ragaszkodása ahhoz, hogy az ego-n belül van egy "konfliktus-mentes zóna", amit ha megerősítünk, akkor javítani fogja a valóság-tesztelést, növeli a kontrollt a drive-ok felett, és végül a jobb alkalmazkodást a társadalmi valósághoz. Mindazonáltal világos, hogy az én-pszichológia igényt tart a freud-i eredetére, még akkor is, ha nem az egyedüli örököse.

## Kötetei magyar közkönyvtárakban
Főbb munkái német és angol nyelven hozzáférhetők magyar közkönyvtárainkban, köztük:
- Die Grundlagen der Psychoanalyse. Leipzig, 1927. 192 p.
- Das Farbfoto-Buch vom Kind, mit 35 Agfacolor-Farbenaufnahmen. (1941.)
- Psychoanalysis and moral values. New York, 1960. 121 p.
- Moderne amerikanische Soziologie : neuere Beiträge zur soziologischen Theorie / eingel. und hrsg. von Heinz Hartmann. Stuttgart, 1967. 418 p. (bev. és szerk. Hartmann)
- Die Unternehmerin : Selbstverständnis und soziale Rolle / Heinz Hartmann ; unter Mitarb. von Gerald Eberlein und Sigrid. Köln, 1968. 159 p.
- Ego psychology and the problem of adaptation : Ich-Psychologie und Anpassungsproblem / Heinz Hartmann ; transl. by David Rapoport. New York , 1977. XI, 121 p.
- Essays on ego psychology : Selected problems in psychoanalytic theory. New York, 1981. XV, 492 p.

## Fordítás
- Ez a szócikk részben vagy egészben a Heinz Hartmann című angol Wikipédia-szócikk fordításán alapul.  Az eredeti cikk szerkesztőit annak laptörténete sorolja fel. Ez a jelzés csupán a megfogalmazás eredetét és a szerzői jogokat jelzi, nem szolgál a cikkben szereplő információk forrásmegjelöléseként.